# Jens Jensen-Sønderup
Jens Jensen-Sønderup (16. februar 1862 i Sønderup – 10. marts 1949 smst) var en dansk politiker, bankdirektør og minister.
Han var søn af gårdejer Jens Christensen, var på Lundby Højskole 1878-79, forberedte sig på studentereksamen på Døckers Kursus 1881-82, overtog forældrenes gård, var sognefoged 1892-96, sognerådsformand 1895-1906, formand for Andelsmejeriernes gensidige Ulykkesforsikring 1898-1908,
Han var medlem af Folketinget 1896-1910 (Nørresundbykredsen) og 1911-1920 (Verningekredsen til 1918, derefter Bogensekredsen). I Regeringen Christensen ll var han minister for offentlige arbejder, og samme stilling havde han i Regeringen Neergaard I 1908-1909. I Regeringen Klaus Berntsen 1910-1913 var han indenrigsminister. Derefter var han arbejdsanvisningsdirektør 1914-21, adm. direktør for Kongeriget Danmarks Hypotekbank 1910-11 og igen fra 1921.
Han var næstformand for Kirkeligt Samfund af 1898 fra 1921, medlem af Aldersrentekommissionen, Jernbanerådet, formand for 2. Ædruelighedskommission fra 1923, for Dansk Spare-Selskabs repræsentantskab, for Dansk Trafikforening fra 1925 og Dansk Forening for Socialpolitik fra 1924 og for Udstillingen for Arbejderbeskyttelse fra 1926. Han var Kommandør af 2. grad af Dannebrogordenen og Dannebrogsmand.
Han var gift med Mariane, f. 14. november 1860 i Sønderup.